# Saint-Leu-la-Forêt
Saint-Leu-la-Forêt egy község Franciaországban. Lakosainak száma 16 047 fő (2022. január 1.).

## Fekvése
Saint-Leu-la-Forêt Chauvry, Le Plessis-Bouchard, Ermont, Saint-Prix és Taverny községekkel határos.